# Erel Margalit
Erel Margalit, (hebrejsky אראל מרגלית, narozen 1961 Na'an, Izrael) je izraelský podnikatel, politik a poslanec Knesetu za Izraelskou stranu práce.

## Biografie
Narodil se v kibucu Na'an. Dětství strávil v rodném kibucu a ve městě Karmiel, v letech 1969–1971 žil v americkém Detroitu. Ve věku 14 let přesídlil do Jeruzaléma. Bojoval jako rezervista v první libanonské válce. Získal vysokoškolské vzdělání a pracoval po tři roky v jeruzalémské samosprávě za starosty Teddyho Kolleka a pak po dvacet let působil jako podnikatel. Je zakladatelem a manažerem investiční společnosti Jerusalem Venture Partners. Představuje skupinu izraelských byznysmanů v rychle rostoucím technologickém sektoru a pojednává se o něm i v knize Start-up Nation. Je ženatý, má tři dcery. V roce 2002 založil nadaci ba-Kehila, která pomáhá chudým dětem v Jeruzalémě, po druhé intifádě založil počátkem 21. století i nadaci ha-Ma'abada, která pomáhá mladým umělcům v Jeruzalémě.
Ve volbách v roce 2013 byl zvolen do Knesetu za Izraelskou stranu práce. V rozhovoru po svém zvolení do Knesetu ohlásil, že se hodlá zaměřovat na téma podpory dostupného bydlení, dále na podporu hi-tech firem. Podporuje rozšíření pracovních možností pro izraelské Araby a ultraortodoxní Židy a teprve pak by uvažoval o zavedení náhradní vojenské služby nebo zavedení všeobecné vojenské povinnosti pro tyto dvě skupiny, dosud vyňaté z vojenské povinnosti. Podporuje rozhovory s Palestinskou autonomií, protože podle něj je partnerem pro mír. Cílem má být vznik dvou samostatných států.
Mandát obhájil rovněž ve volbách v roce 2015, nyní za Sionistický tábor (aliance Strany práce a ha-Tnu'a).